# Calihan Hall
Le Calihan Hall est une arène de 7 917 places située à Détroit dans le Michigan, aux États-Unis.

## Histoire
Il abrite l' équipe de basket-ball de l'Université de Détroit Mercy. L'arène a ouvert ses portes en 1952. Le bâtiment a été consacré le 25 mai 1952 comme bâtiment commémoratif. Le premier match de basket-ball a été joué le 2 décembre de la même année lorsque les Titans ont vaincu le Kalamazoo College sur le score de 75–61. En 1977, le nom a été changé pour Calihan Hall en l'honneur de Bob Calihan, le premier All-American de basket-ball des Titans qui est devenu le plus grand entraîneur de l'école. 
Les Pistons de Détroit ont joué quelques matchs au Calihan Hall à la fin des années 1950 au sein de la National Basketball Association (NBA).   
La capacité du Calihan Hall était de plus de 10 000 places dans les années 60 et 70, et les admissions en salle debout permettaient une fréquentation supérieure à ce chiffre; depuis lors, les limitations imposées par les pompiers et autres personnels de sécurité ont réduit la capacité au chiffre actuel de 7 917. 
Des matchs éliminatoires de la Detroit Catholic High School League (CHSL) ont régulièrement lieu au Calihan Hall, qui a également accueilli de nombreux tournois de la Michigan High School Athletic Association (MHSAA).   
Le 5 décembre 2011, le terrain a été nommé Dick Vitale Court en l'honneur de l'analyste ESPN de longue date Dick Vitale, qui a commencé sa carrière d'entraîneur à l'Université de Détroit en 1973 et a ensuite été directeur sportif de l'école. La date coïncide avec le 32e anniversaire du premier match de Vitale à ESPN. 

## Records au Calihan Hall
- Points : 63 - Hersey Hawkins, Bradley University (contre Détroit le 22 février 1988)
- Points (Titans) : 49 - Archie Tullos (contre Bradley University le 22 février 1988)
- Points (équipe) : 135 - Detroit (contre CCNY le 10 février 1979)
- Rebonds : 39 - Dave DeBusschere (contre Central Michigan le 30 janvier 1960)
- Plus grand écart de points : 71 (Detroit 114-43 Western Ontario le 11 janvier 1964)
- Affluence : 11 065 (Detroit contre Marquette le 4 mars 1978)